# Felipe Berchesi

a Compétitions nationales et continentales officielles uniquement.

b Matchs officiels uniquement.
Dernière mise à jour le 31 mai 2023.
Felipe Berchesi, né le 12 avril 1991 à Montevideo (Uruguay), est un joueur international uruguayen de rugby à XV évoluant principalement au poste de demi d'ouverture.

## Biographie

### Débuts en championnat uruguayen
Felipe Berchesi commence le rugby à l'âge de 8 ans avec Carrasco Polo, un club amateur de sa ville natale. À partir de 2009, il évolue en senior et dispute le championnat d'Uruguay avec son équipe, compétition qu'il remporte à trois reprises, en 2009, 2011 et 2012.
Entre-temps, il évolue sous le maillot national urugayen, tout d'abord en catégorie junior avec l'équipe d'Uruguay des moins de 20 ans. Il dispute en 2010 et 2011 le Trophée mondial junior,. Il s'essaye par la suite au rugby à sept, intégrant l'équipe nationale entre 2011 et 2013, disputant trois tournois du circuit mondial, ainsi que la Coupe du monde de rugby à sept 2013,.
En parallèle, Felipe Berchesi connaît sa première cape internationale à XV avec l'équipe d'Uruguay, dans le cadre de la tournée d'automne de 2011, à l'occasion d'un test match contre l'équipe du Portugal le 13 novembre 2011.

### 2013 à 2015: départ en Europe en division amateur
Il quitte son pays natal en 2013 pour rejoindre le club du Rugby Badia qui évolue en Série A, la deuxième division italienne, avec lequel il joue pendant une saison,.
Lors de l'intersaison 2014, il rejoint la France et le club du SO Chambéry en Fédérale 1. Il s'impose alors comme une pièce maîtresse de l'équipe savoyarde, par ses qualités d'animateur et de buteur (meilleur réalisateur de la saison avec 224 points en 18 matchs), menant son équipe jusqu'en demi-finale du championnat. Ses bonnes performances lors de sa première année au club font qu'il est courtisé par plusieurs équipes professionnelles, notamment la franchise italienne du Zebre Rugby Club.
Cette même saison, il participe grandement à la qualification de son pays pour la Coupe du monde 2015 lors des matchs de barrage aller-retour contre la Russie. En effet, il réalise une belle performance en marquant la totalité des points de son équipe lors de ces deux matchs, soit 21 points dans chacune des rencontres.

### 2015 à 2018: premier contrat professionnel et Coupe du monde
Son intersaison 2015 est dédiée à la préparation internationale avec les Teros : il fait en effet partie du groupe uruguayen sélectionné par Pablo Lemoine participer à la Coupe du monde en Angleterre. Il dispute trois matchs dans cette compétition, contre le pays de Galles, l'Australie et l'Angleterre. Placé dans un groupe très difficile, l'Uruguay perd logiquement tous ses matchs et finit à la dernière place de sa poule.
Après la compétition internationale, Berchesi ne réintègre pas l'effectif du SO Chambéry, s'engageant pour deux saisons avec l'US Carcassonne qui évolue en Pro D2, deuxième division professionnelle française,. Il joue son premier match de championnat lors de la victoire à domicile contre le CS Bourgoin-Jallieu le 6 novembre 2015, inscrivant au passage les 15 points de son équipe. Il dispute une bonne première saison avec le club audois, inscrivant 111 points en 20 matchs joués,.
En revanche, sa seconde saison est gâchée par une fracture de l'avant bras contractée le 9 décembre 2016 lors du match contre l'US Dax,. En raison de cette blessure qui le prive de compétition pendant cinq mois, ainsi que la concurrence d'Adrien Latorre, il ne joue que 13 matchs (dont 7 titularisations) pour seulement 35 points inscrits. Il n'est pas conservé par l'USC à la fin de la saison 2016-2017.
Au mois de mai 2017, il est annoncé qu'il s'engage avec l'US Dax pour un contrat de deux saisons et une autre en option. Titulaire régulièrement avec l'équipe landaise (16 fois pour 20 matchs disputés), il ne peut empêcher sa relégation en Fédérale 1 à l'issue de sa première saison. Malgré la relégation du club, son contrat est maintenu jusqu'en 2019.

### 2018 à 2023: championnat fédéral français et nouveaux Mondiaux

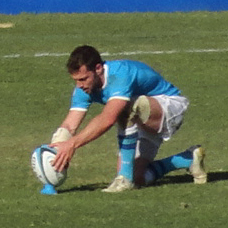
Felipe Berchesi sous le maillot national uruguayen, lors du match retour du barrage des qualifications pour la Coupe du monde 2019.

En parallèle de sa seconde saison dans les Landes, Berchesi joue en équipe nationale le barrage aller-retour contre le Canada dans le cadre des qualifications de la zone Amériques pour la Coupe du monde 2019. Avec deux victoires, sur le score de 29-38 à Vancouver et de 32-31 à Montevideo, l'Uruguay décroche sa qualification pour la Coupe du monde 2019.
Il prolonge en club pour deux années supplémentaires à l'intersaison 2019, avant de se consacrer pleinement à la préparation de la Coupe du monde. Pour le premier match des Teros de cette Coupe du monde 2019, l'Uruguay décroche la victoire contre les Fidji, qualifiée de premier exploit de la compétition jouée au Japon. Auteur de la moitié des points de son équipe, Berchesi est élu homme du match pour sa prestation.
Pour le début de la saison 2020-2021, il est expulsé pour un plaquage haut lors d'une rencontre de Nationale avec l'US Dax, au mois d'octobre 2020 ; purgeant sa suspension en conséquence, il ne participe pas au Quatre Nations sud-américain avec la sélection uruguayenne, tandis que le championnat de France est suspendu jusqu'à janvier 2021 en raison du deuxième confinement en France. À l'intersaison, il réintègre la sélection nationale pour le premier tour de brassage sud-américain, dans le cadre des qualifications de la zone Amériques pour la Coupe du monde 2023,, ; l'Uruguay se classe à la première place du tournoi triangulaire, devant le Brésil et le Chili et devient tête de série sud-américaine pour la suite du processus de qualification. À son retour en France, sa prolongation en club pour une année supplémentaire est officialisée.
Début octobre, il retourne aux Amériques afin de disputer la rencontre aller-retour contre les États-Unis, dans l'optique d'une qualification directe des Teros pour le mondial ; l'Uruguay décroche alors sa qualification, bien que Berchesi ait du déclarer forfait pour le match retour à domicile. Il ne participe pas à la tournée estivale de l'Uruguay comme de nombreux joueurs basés en Europe, cette dernière étant organisée hors du créneau calendaire de tests internationaux.
Lors de l'intersaison, il prolonge son contrat en club pour une saison supplémentaire, malgré un exercice 2021-2022 tronqué par les blessures ainsi que la naissance de sa fille,. Il participe à la remontée du club en Pro D2 en 2023,, le club terminant vice-champion de Nationale ; Berchesi, absent à partir de fin janvier sur blessure, ne prend pas part à la finale concédée contre le Valence Romans DR.
À l'issue de cette saison 2022-2023, le contrat entre Berchesi et l'US Dax n'est pas renouvelé ; la potentielle longue absence de l'international uruguayen dans le cadre de la Coupe du monde 2023 est avancée comme motif. Sélectionné dans le groupe final pour le mondial 2023, il prend part au premier match des Teros, joué contre l'équipe de France. Il joue en tant que remplaçant de Felipe Etcheverry, ce dernier s'étant révélé aux yeux de l'entraîneur des Teros lors de ses matchs avec Peñarol Rugby, la franchise uruguayenne participant au Súper Rugby Américas.

### Extra-sportif
Felipe Berchesi entame dans son pays natal des études en architecture, mais son départ en Europe dans le cadre de sa carrière sportive ne lui permet pas de les mener jusqu'à leur terme,. Une fois installé en France, il entreprend de reprendre son cursus mais n'y trouve pas d'équivalence de diplôme. Alors qu'il évolue à l'US Dax, il collabore avec les gérants du Grand Mail, centre commercial de l'agglomération dacquoise, et suit une formation en Espagne à Saint-Sébastien, à environ 100 km de là ; il est diplômé le 30 novembre 2022.
Après la Coupe du monde 2023, il ouvre son cabinet d'architectes.

## Statistiques

### En club
| Saison    | Saison         | Compétition | M   | Pts | Es. | Pén. | Tr. | Dp. |
| --------- | -------------- | ----------- | --- | --- | --- | ---- | --- | --- |
| 2014-2015 | SO Chambéry    | Fédérale 1  | 18  | 224 | 4   | 49   | 27  | 1   |
| 2015-2016 | US Carcassonne | Pro D2      | 20  | 111 | 0   | 33   | 1   | 0   |
| 2016-2017 | US Carcassonne | Pro D2      | 13  | 35  | 0   | 9    | 4   | 0   |
| 2017-2018 | US Dax         | Pro D2      | 20  | 81  | 1   | 16   | 1   | 0   |
| 2018-2019 | US Dax         | Fédérale 1  | 17  | 168 | 5   | 21   | 40  | 0   |
| 2019-2020 | US Dax         | Fédérale 1  | 9   | 82  | 3   | 15   | 11  | 0   |
| 2020-2021 | US Dax         | Nationale   | 16  | 117 | 2   | 26   | 13  | 1   |
| 2021-2022 | US Dax         | Nationale   | 10  | 69  | 2   | 15   | 7   | 0   |
| 2022-2023 | US Dax         | Nationale   | 11  | 73  | 1   | 14   | 13  | 0   |
| Total     | Total          |             | 134 | 960 | 18  | 198  | 135 | 2   |

### En équipe nationale
- 39 sélections (au 2 octobre 2021)[3].
- 337 points (2 essais, 76 pénalités, 48 transformations et 1 drop) (au 2 octobre 2021)[3].

- Participation aux Coupes du monde de 2015 (3 matchs) et 2019 (4 matchs).

## Palmarès

### En club
- Championnat d'Uruguay :
  - Champion en 2009, 2011 et 2012.
- Championnat de France de Nationale :
  - Vice-champion : 2023[Note 1] avec l'US Dax.